# Chiesa di San Niccolò (Arezzo)
La Chiesa di San Niccolò è una chiesa di Arezzo.
La chiesa, sorta poco dopo il 1000, era una fondazione camaldolese già da prima del 1113, la vediamo infatti dipendere dal priorato camaldolese di San Michele in Arezzo. Nel secolo XIII fu chiesa parrocchiale ed era di patronato della famiglia Girataschi che aveva l'abitazione nelle vicinanze della chiesa. Le due campane del campanile sono del 1263 del maestro Giovanni da Pisa. Come indica l'iscrizione sul portale e la scritta posta sul lato di via Pescioni nonché gli stemmi sopra l'ingresso e nella facciata della casa alla sua sinistra, l'edificio fu completamente rinnovato nel 1631 per volontà del vescovo Antonio de' Ricci. La chiesa è stata soppressa nel 1964 e rimane ad uso privato.